# Lucienne Heuvelmans
Pour les articles homonymes, voir Heuvelmans.
Lucienne Heuvelmans, née dans le 12e arrondissement de Paris le 25 décembre 1881 et morte le 26 février 1944 à Saint-Cast (Côtes-d'Armor), est une sculptrice, peintre et illustratrice française.
Elle fut en 1911 la première femme lauréate d'un premier grand prix de Rome.

## Biographie
Lucienne Antoinette Adélaïde Heuvelmans est la fille d'Osval Heuvelmans, dessinateur et ébéniste d'art originaire d'Ath et de Donatilde Sandras, modiste originaire de Leuze-en-Hainaut. Ces deux villes du Hainaut belge conservent d'ailleurs des œuvres de l'artiste : un Christ en bronze au musée d'histoire et d'archéologie d'Ath et une Pax Armata sur le Monument aux morts de Leuze.
Après avoir suivi des cours du soir de sculpture et être passée par la section des filles de l'École nationale des arts décoratifs (où elle entre en octobre 1897), elle est admise aux Beaux-Arts de Paris en 1904 où elle devient l'élève des sculpteurs Laurent Marqueste (1848-1920), Emmanuel Hannaux (1855-1934) et Denys Puech (1854-1942).
Elle est, en juillet 1911, la première femme à obtenir un grand prix de Rome (en sculpture) avec pour sujet Oreste endormi, après avoir été premier second grand prix en 1910. Admise à la villa Médicis, elle y séjourne de janvier 1912 à décembre 1914 sous le directorat d'Albert Besnard. Le concours était ouvert aux femmes depuis 1903.
À son retour en France, elle est nommée professeur de dessin dans les écoles de la Ville de Paris. Elle installe son atelier au rez-de-chaussée et à l'entresol du 17, rue des Tournelles dans l'aile arrière de l'hôtel de Rohan-Guémené, dont la façade principale donne sur la place des Vosges.
Elle participe régulièrement aux expositions du Salon des artistes français où elle obtient une mention honorable en 1907, puis une médaille de bronze en 1921, ainsi qu'au Salon des artistes décorateurs au Grand Palais entre 1926 et 1933.
De 1924 à 1926, elle honore des commandes pour la manufacture de Sèvres.
Au début des années 1930, elle s'installe en Bretagne à Saint-Cast. Elle se spécialise dans la mythologie antique et l'art religieux.
Surtout connue pour ses sculptures, Lucienne Heuvelmans a également illustré divers ouvrages de poésie. Ses œuvres portent la signature « L. Heuvelmans ».
Morte le 26 février 1944 à Saint-Cast, elle est inhumée dans la commune avant de rejoindre le 29 juillet 1946 la sépulture familiale à Paris au cimetière du Père-Lachaise (56e division).

### Distinction
Lucienne Heuvelmans est nommée chevalier de l'ordre national de la Légion d'honneur en 1926, au titre du ministère des Beaux-Arts

## Œuvre

### Œuvres dans des lieux ou des collections publiques

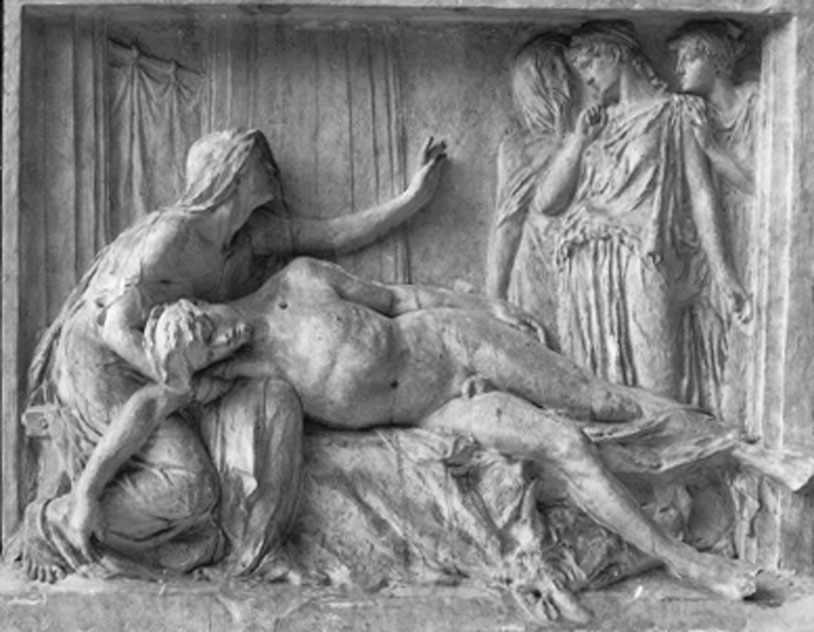
Électre veillant sur le sommeil d'Oreste (1911), Paris, École nationale supérieure des beaux-arts.

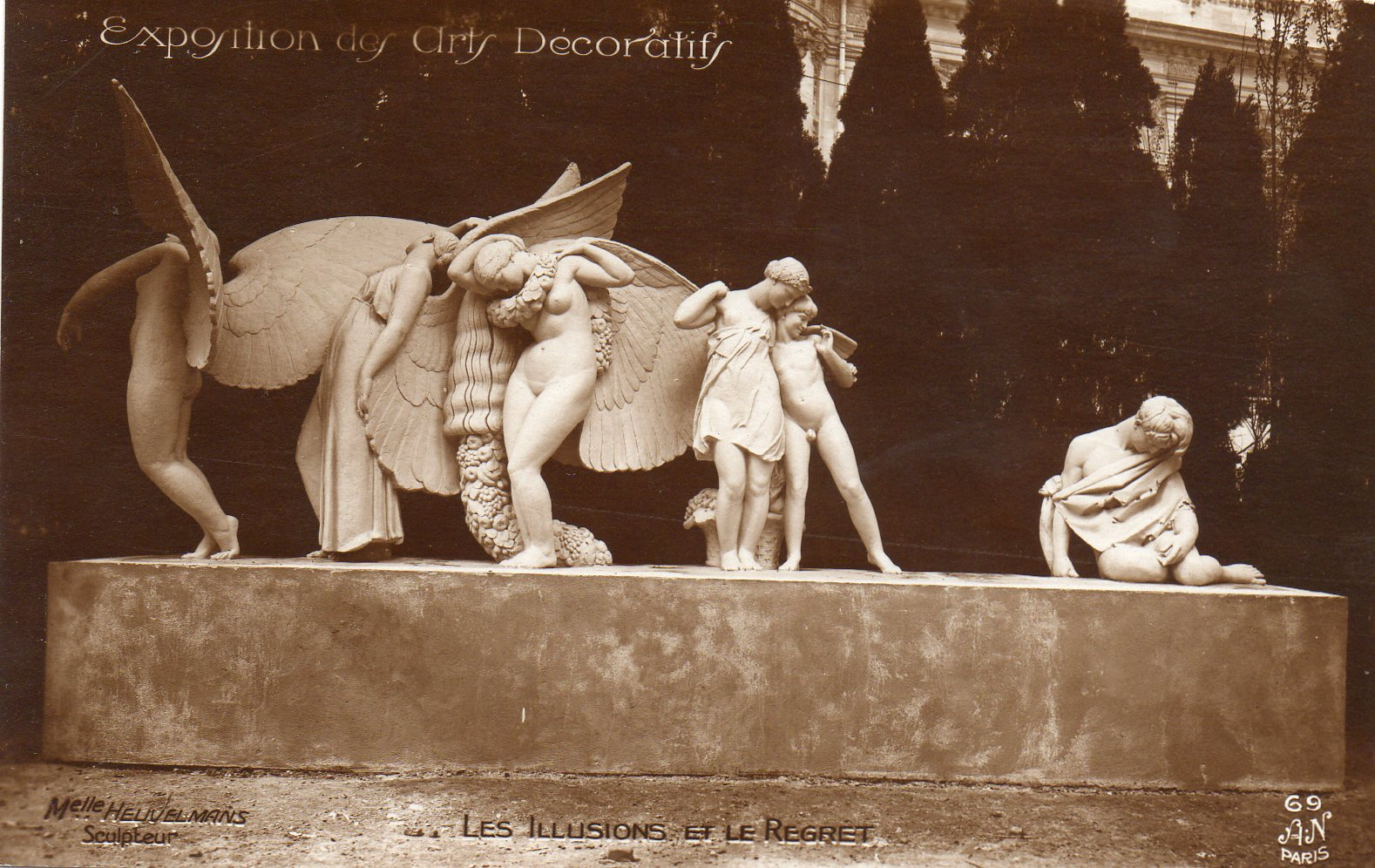
Les Illusions et le Regret, pour l'Exposition internationale des Arts décoratifs et industriels modernes de 1925 à Paris. Localisation actuelle inconnue.

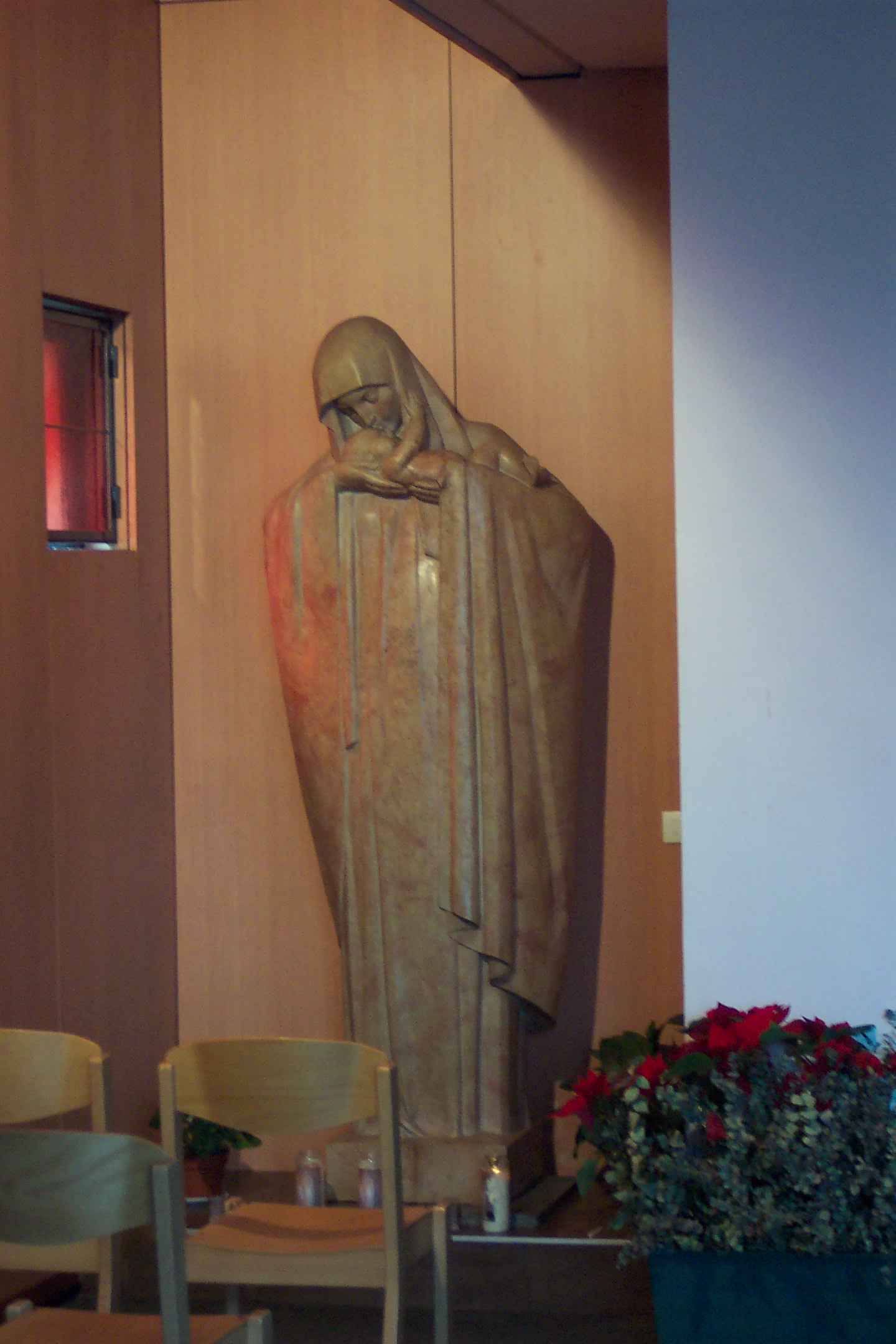
Vierge à l'enfant (1928), église Notre-Dame-d'Espérance de Paris.

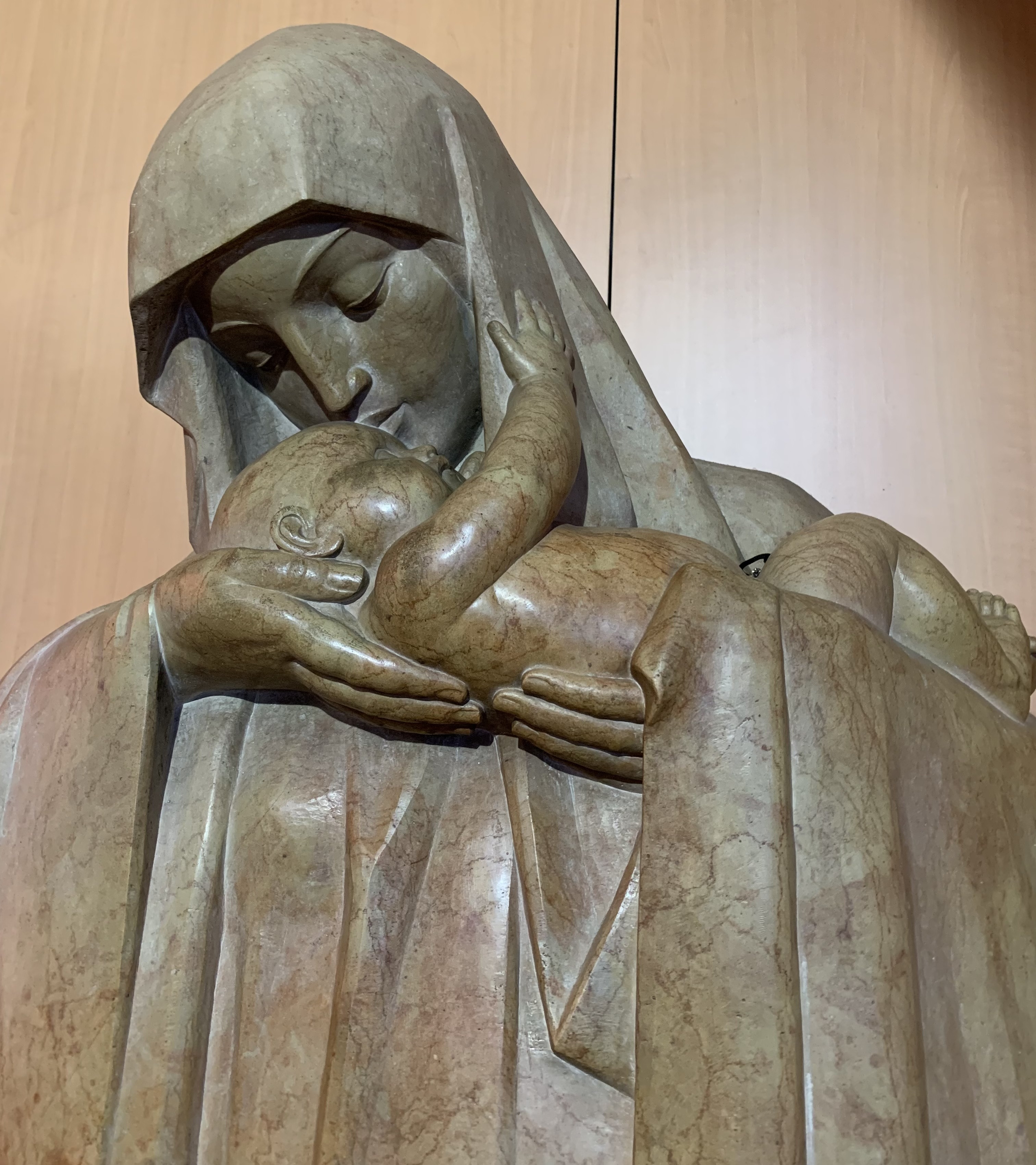
Détail de la Vierge à l'enfant.

- Boulogne-Billancourt, église Sainte-Thérèse-de-l'Enfant-Jésus, oratoire sainte-Thérèse : Sainte Thérèse, vers 1940, statue en marbre.
- Charleville-Mézières, hôtel préfecture des Ardennes : La Jeunesse et l'Amour, 1927, groupe en pierre d'après deux des figures du groupe Les Illusions et le Regret. Commande de l'État. Des éditions en bronze à patine verte et en bronze argenté ont été commercialisés et sont connus sous le nom de Cupidon et Psyché ou de Cupidon et Vénus.
- Graye-sur-Mer : Monument aux morts de la Grande Guerre, 1922. Gisant en pierre sur socle en granit.
- Paulhan, mairie : Vénus sauve Hélène de la mort, 1909, bas-relief en plâtre.
- Paris :
  - Cercle national des armées : Pax Armata, 1917, statue en marbre représentant un homme nu tenant un glaive. Commande de l'État, dépôt du musée de l'Armée. Reproduction en bronze sur le Monument aux morts de Leuze-en-Hainaut en Belgique (1922).
  - École nationale supérieure des Beaux-Arts :
    - Électre veillant sur le sommeil d'Oreste, 1911, bas-relief en plâtre, premier grand prix de Rome de sculpture de 1911 ;
    - Le Rémouleur, 1904, dessin à la pierre noire, prix Bridan 1904.

  - église Notre-Dame-d'Espérance :
    - Vierge à l'enfant, 1928, statue en pierre rose de Tournus. Elle a été reproduite pendant près d'un demi-siècle à des milliers d'exemplaires dans diverses dimensions et matières : plâtre, terre cuite, faïence, bois, bronze ou chryséléphantine[réf. nécessaire] ;
    - Chemin de croix, pierre rose de Tournus.

  - Palais Bourbon, salle des quatre colonnes : Albert de Mun, 1923, buste en marbre. Commande de l'État.
  - Philharmonie de Paris :
    - Buste de Lili Boulanger, 1918.
- Pleurtuit, église : Sainte Thérèse aux bras ouverts sous une pluie de roses, 1930, ciment moulé.
- Reims, église Saint-Louis : Vierge à l'enfant, groupe en pierre.
- Saint-Cast-le-Guildo, église :
  - L'Autel des Héros, 1926, pierre, monument aux morts de la Première Guerre mondiale ;
  - Sainte Thérèse aux bras ouverts sous une pluie de roses, plâtre.
- Sèvres, Manufacture de Sèvres : Les Fruits d'or, 1924, surtout de table en porcelaine.

### Localisation inconnue
- Les Illusions et le Regret, 1925, groupe monumental en pierre. Commande de la Ville de Paris pour le jardin de son pavillon à l'Exposition internationale des Arts décoratifs et industriels modernes de 1925. Déplacé en 1933 à l'entrée du square Séverine nouvellement créé dans le 20e arrondissement, il a été à nouveau démonté pendant l'Occupation.
- Bacchus enfant ou L'Enfant au pampre et à l'oiseau, bronze à patine verte d'après le modèle original en plâtre de 1928.

### Illustration
- Georges Noblemaire, Roma Beata, 40 sonnets illustrés de 40 dessins, Éditions d'art Henri Piazza, Paris, 1918.

## Récompenses
- Prix Bridan en 1904
- Second grand prix de Rome en sculpture en 1909
- Premier grand prix de Rome en sculpture en 1911
- Prix Veuve Beulé en 1922
- Prix Eugène Piot en 1926
- Médaille d'argent du Salon de la Société des artistes français de 1935

## Dans la fiction
- Dans le film L'Indomptée (2016) de Caroline Deruas, Camille, l'une des pensionnaires de la villa Médicis, veut consacrer son année de résidence à écrire la biographie de Lucienne Heuvelmans (interpretée par Esther Garrel).